# Cité de Doncaster

Localisation de la cité de Doncaster

La cité de Doncaster (en anglais : City of Doncaster) est un district métropolitain du Yorkshire du Sud, en Angleterre. Outre la cité de Doncaster, elle comprend Mexborough, Conisbrough, Thorne et Finningley.
Le district est créé le 1er avril 1974, par le Local Government Act de 1972. Il est issu de la fusion de l'ancien district de comté de Doncaster avec les districts urbains de Adwick le Street, Bentley with Arksey, Conisbrough, Mexborough, Tickhill, le district rural de Doncaster, le district rural de Thorne, la paroisse de Finningley issue du district rural d'East Retford, et de petites portions de la paroisse de Harworth issue du district rural de Worksop dans le Nottinghamshire. Elle fait partie de l'autorité combinée du Yorkshire du Sud.

## Crédit d'auteurs
- (en) Cet article est partiellement ou en totalité issu de l’article de Wikipédia en anglais intitulé « Metropolitan Borough of Doncaster » (voir la liste des auteurs).